# منير أبو دبس
منير أبو دبس (1932 - 2016) كاتب ومخرج وممثل لبناني - فرنسي، يعدّ الأب الروحي للمسرح اللبناني، ومؤسّس أول مدرسة للمسرح الحديث في لبنان في العام 1960، تم تكريمه غير مرة، وهو مخرج نحو 40 مسرحية عالمية منها لسوفوكل وشكسبير وغوته وبرشت وهولدرلين وجبران. ولديه أكثر من 11 كتابا، اثنان خصصهما لمفهومه حول عمل الممثل. وقد جالت مسرحياته في أوروبا والشرق وقُدمت في مهرجانات مسرحية.

## سيرة
ولد منير أبو دبس في بلدة الفريكة (جبل لبنان) (أو بلدة انطلياس؟) في العام 1932 (أو في 24 أيلول 1931؟)، مال أولاً إلى الرسم، فسافر في العام 1952 إلى باريس حيث التحق بـ«المدرسة الوطنية العليا للفنون الجميلة»، وتابع دروسًا في المسرح والأدب في جامعة السوربون، ودروسًا في العزف على الكمنجة. كذلك، انضم إلى المحترف المسرحي الذي كان يديره روجيه غايّار (1893 ـــ 1970). في فرنسا، شارك في عروض مسرحية.
توفي في باريس في 15 تموز/يوليو العام 2016.

## نشاطه الفني
بعد عودة أبو دبس من فرنسا إلى لبنان عُيّن مستشارًا فنيًّا في إدارة مهرجانات بعلبك بين الأعوام (1960 و1970م). وفي العام 1960 وضع اللبنة الأولى للمسرح اللبناني من خلال تأسيس معهد التمثيل الحديث الذي ضم الرعيل الأول من رواد المسرح اللبناني، ومنهم: أنطوان ولطيفة ملتقى، ريمون جبارة، ثيودوار راسي، أنطوان كرباج، ميشال نبعة، ميراي معلوف وغيرهم الذين شكلوا لاحقاً فرقة المسرح الحديث. قدّمت الفرقة مجموعة من الأعمال التي أطلقت العصر الذهبي للمسرح اللبناني، بدءًا من أوديب ملكا لسوفوكليس، وأنتيغونا لجان أنوي، والذباب لسارتر (1963)، والإزميل لأنطوان معلوف (1964) والملك يموت ليونيسكو (1965)، وملوك طيبة (1966) وفاوست لغوته (1968). أما في العام 1971، فأسس أبو دبس «مدرسة بيروت للمسرح الحديث» في شارع كليمنصو في بيروت. وأنجز «الطوفان» في العام نفسه، ما دفع مجلة L'Humanité إلى الاحتفاء به وذيوع صيته في فرنسا.
هاجر أبو دبس في أثناء الحرب الأهلية مجددًا إلى باريس، حيث أدار محترفات مسرحية بالتعاون مع وزارة الثقافة الفرنسية حتى العام 1997 موعد عودته النهائية إلى لبنان. مع رجوعه، أسس «مهرجان الفريكة» السنوي، وواصل إعطاء الدروس في محترفه الذي خرّج العديد من الممثلين؛ على رأسهم ميراي معلوف وأنطوان كرباج.
آمن أبو دبس بمقولة كان يردّدها: «لا معنى للنص في المسرح، الممثل هو النص»، مثلما كان يجد في المسرح نوعاً من الرحيل المستمر.

## المسرح الاتفاقي
يقول أبو دبس عن «المسرح الاتفاقي» إنه مسرح يتفق مع أنظمة خاصة سادته. واذا تجاوزها أعتبر غريبا لا علاقة له بالجمهور، ويضيف:
«ان هذه الاتفاقيات في المسرح هي أخطر الاشياء في التدرج الفني له. ففي لبنان نرى أن المسرح الاتفاقي موجود في المسرح الخفيف: مسرح شوشو مثلا، كما أن الجمهور البيروتي هو اتفاقي أيضا. لكن كل لحظة يقع فيها المسرح بالاتفاق يجمد. ومن الممكن أن تحدث اتفاقية مسرحية بين الممثل وطريقة التمثيل، بين الممثل والجمهور، بين المسرح عامة أو هذا المكان والجمهور. وهذا ما هو حاصل عندنا دائما، وما قد حصل في السنة الماضية في لبنان على وجه التقريب. لقد كان هناك اتفاقية حول المسرح السياسي في بيروت. وهنا منتهى الخطأ. فاذا كان على المسرح أن يكون فنا خلاقا، عليه أن ينادي الجديد والغرابة والمجهول».

## أعماله
أسس أبو دبس العديد من الفرق، وكانت له العديد من الأعمال، منها:

### تأسيس
- معهد التمثيل الحديث
- فرقة المسرح الحديث
- مدرسة بيروت للمسرح الحديث
- مهرجان الفريكة

### مسرح

#### إخراج
- أوديب ملكا لسوفوكل
- أنتيغونا لجان أنوي
- الذباب لسارتر
- الإزميل لأنطوان معلوف
- الملك يموت ليونيسكو
- ملوك طيبة وفاوست لغوته

#### تأليف وإخراج
- الطوفان - 1971[21]
- جبران الشاهد - 1972
- الآلام - 1973
- ظلال - 1974
- وجه عشتار - 1977
- شواطئ الخسوف - 1981
- حورية أنطيوش - 1982
- العرس - 1984
- جبران - 1986
- ماكبت النعاس - 1988
- ساعة الذئب - 2002
- التمثال والحلم - 2003
- في ظلال الينابيع - 2009
- الجسر القديم - 2012

#### تأليـف باللغـة الفرنسية
- الممثل بلا قناع، كتاب في إعداد الممثل، عن مسرح أنطيوش (1968)
- دائرة النار، إنشاد مسرحي، عن دار سان جرمان دي بري، باريس (1976)[22]
- دراسة الممثل، كتاب في إعداد الممثل، عن البيت الثقافي، الروشيل (1980)
- النداء، إنشاد مسرحي، عن مسرح أنطيوش (1980)
- زمن المرايا، إنشاد مسرحي، عن مسرح أنطيوش (1980)
- البستان المقفل، إنشاد مسرحي يرسم جبران، عن مسرح أنطيوش (1980)
- الممثل والفراغ، كتاب في إعداد الممثل

## روابط ومصادر
- رحيل المسرحي منير أبو دبس عن 88 عاماً
- MOUNIR ABOU DEBS - ACTOR AND DIRECTOR
- منير أبو دبس: «لا معنى للنص في المسرح.. الممثل هو النص» «أعمال المسرحيين اللبنانيين شبيهة بالموت» - مجلة الأنوار - العدد 3966 الصادر 16-11-71
- فيلم وثائقي عن منير أبو دبس بعنوان «كاهن الغرابة» انتجه مسرح دوار الشمس في بيروت، ضمن احتفاليّة اليوبيل الذهبي للمسرح اللبناني (آذار/ مارس 2011)
- فيلم «منير أبو دبس في ظل المسرح»، بالتعاون بين «نادي السينما»، و«نادي لكل الناس»
- خمس سنوات على غياب منير أبو دبس: الضوء الذي يجب أن يقلق العتمة
- رائد المسرح اللبناني منير أبو دبس يعود ليعرّف بنفسه
- منير أبو دبس والحركة المسرحية في لبنان 1960 – 1975، للناقدة خالدة سعيد (دار نلسن - 2010)[13][23]
- الراحل منير أبو دبس ابتكر حالة مسرحية الممثل فيها هو النص